# Jean-Étienne Marie
Pour les articles homonymes, voir Marie.
Jean-Étienne Marie est un compositeur français de musique contemporaine, né le 22 novembre 1917 à Pont-l'Évêque et mort le 25 décembre 1989 à Nice.

## Biographie
Il se consacre à la musique au lendemain du Seconde Guerre mondiale. Élève d'Olivier Messiaen et de Darius Milhaud, il devint metteur en ondes à la Radiodiffusion française, spécialiste des retransmissions et sonorisations des festivals de musique contemporaine.
Ses premières œuvres musicales sont principalement basées sur la musique micro-tonale ou la musique mixte.
À partir de 1965 le compositeur s'orientera vers une formalisation mathématique de la musique.
Jean-Étienne Marie fonde le Centre International de Recherche Musicale (CIRM) en 1968 à Paris et l'implante à Nice en 1978. Il crée le Festival MANCA (Musiques actuelles Nice Côte d'Azur) en 1979.
Il a rédigé plusieurs ouvrages qui sont des jalons dans l'histoire de la pensée de la musique contemporaine.